# Wirakanan
Wirakanan is een bestuurslaag in het regentschap Indramayu van de provincie West-Java, Indonesië. Wirakanan telt 6719 inwoners (volkstelling 2010).